# Manoirs de Newport
Newport, petite ville anciennement bourgeoise, a su conserver de magnifiques bâtiments historiques. Dès le 19e siècle, de riches Américains firent ériger de magnifiques manoirs pour y passer confortablement la période estivale. Celle-ci sont parmi les attractions les plus populaires de la région, offrant aux visiteurs un regard sur le passé historique de la ville.
Plusieurs visites guidées sont proposées pour les manoirs suivants :
- The Breakers
- Chateau-sur-Mer
- Marble House
- Rosecliff
- The Elms
- Isaac Bell House
- Rough Point